# Tiliacora funifera
Tiliacora funifera là một loài thực vật có hoa trong họ Biển bức cát. Loài này được (Miers) Oliv. miêu tả khoa học đầu tiên năm 1868.